# رسم عاشقی (مجموعه تلویزیونی)
رسم عاشقی نام یک مجموعه تلویزیونی به کارگردانی سعید سلطانی که برای پخش در شبکه تهران تولید شده است. این مجموعه به تهیه کنندگی اسماعیل عفیفه در ۲۴ قسمت ۴۵ دقیقه‌ای تولید شده است. سال تولید این سریال ۱۳۸۳ و در ماه رمضان سال ۱۳۸۴ از این شبکه پخش شد.

## داستان
داستان این سریال مهرماه ۱۳۲۰ است. چند روزی که رضاشاه به بیرون از ایران تبعید شده و هرج و مرج بر همه جا حاکم شده و شهر در قبضه نیروهای نظامی خارجی قرار گرفته است. استاد ابراهیم خان مرد متمول و صاحب منصبی است که قصد دارد طوبی را به عقد خود درآورد. یوسف که جوان جاهل و لاابالی است.
فضای هرج و مرج شهر را مناسب اعمال خلاف خود می‌یابد. روزی او با پیرمردی آشنا می‌شود که همراه دختری به نام طوبی به تهران آمده تا نزد ابراهیم خان برود. در طول راه به خاطر شیوع بیماری تیفوس و قحطی، پیرمرد در بستر مرگ می‌افتد اما قبل از مرگ بخاطر رشادت جوانی به نام یوسف (سروش صحت) در رفع مزاحمت گروهی از اراذل و اوباش، طوبی را به او می‌سپارد تا به تهران بیاورد و اتفاقات بعدی داستان را به سمت و سویی دیگر می‌برد.

## بازیگران
| بازیگر           | نقش                   |
| ---------------- | --------------------- |
| سروش صحت         | یوسف                  |
| افسانه پاکرو     | طوبی                  |
| محمدعلی کشاورز   | ماشاالله خان          |
| احمد مهران‌فر     | فرج                   |
| لاله اسکندری     | توران                 |
| محمود عزیزی      | ابراهیم خان           |
| مینا جعفرزاده    | عزیز                  |
| فرهاد بشارتی     | اصغر سیبیل            |
| صالح میرزاآقایی  | هوشنگ بدیعی           |
| جمشید جهان‌زاده   | جلال سردابی           |
| مهوش وقاری       | ربابه                 |
| عزت‌الله رمضانی‌فر | ممل                   |
| سینا رازانی      | صابر                  |
| اصغر معینی صالح  | کارمند سفارت انگلستان |